# Адамантий (врач)
Адамантий (греч. Αδαμάντιος) — древнеримский врач начала V века.
Адамантий имел звание ἰατρικῶν λόγων σοφιστής, что означает «учитель врачебных наук». Известно, что он был евреем по происхождению и одним из тех, кто бежал из Александрии во время изгнания евреев оттуда Патриархом Александрийским Кириллом в 415 году. Адамантий отправился в Константинополь, где был убеждён принять христианство архиепископом Аттиком, а затем вернулся обратно в Александрию. Больше о его жизни ничего неизвестно.
Адамантий является автором трактата на греческом языке по физиогномике (греч. φυσιογνωμονικά) в двух книгах. Этот труд дошёл до наших дней и по признанию самого Адамантия большей частью был заимствован у труда софиста Антония Полемона. Труд посвящён некоему «Констанцию», который по предположению Фабрициуса был западноримским императором Констанцием III. Это сочинение впервые было опубликовано на греческом языке в Париже в 1540 году.
Другое произведение Περὶ ἀνέμων (рус. О ветрах) дошла только в извлечениях Аэция из Амиды.